# Jerzyk białorzytny
Jerzyk białorzytny (Apus pacificus) – gatunek małego ptaka z rodziny jerzykowatych (Apodidae).

## Systematyka
Systematyka gatunku jest kwestią sporną. W tradycyjnym ujęciu wyróżnia się 4 lub 5 podgatunków. W 2011 roku zaproponowano podział tego taksonu na 4 osobne gatunki – to ujęcie systematyczne zostało zaakceptowane przez Międzynarodowy Komitet Ornitologiczny (IOC), ale niektórzy autorzy nadal stosują starsze, szersze ujęcie. Na Kompletnej liście ptaków świata status osobnego gatunku uzyskał jedynie Apus cooki (jerzyk czarnogrzbiety). W stosowanym przez jej autorów ujęciu systematycznym wyróżnia się zatem następujące podgatunki, które zamieszkują:
- A. p. leuconyx (Blyth, 1845) – jerzyk krótkoskrzydły – średnie do dużych wysokości w Pakistanie, Nepalu, Bhutanie i północno-wschodnich Indiach
- A. p. salimalii Lack, 1958 – jerzyk tybetański – wschodnia Wyżyna Tybetańska i przyległa zachodnia część chińskiej prowincji Syczuan
- A. p. pacificus (Latham, 1801) – jerzyk białorzytny – Syberia na wschód po Kamczatkę, północne Chiny, Japonia na południe po Wyspy Amami (archipelag Riukiu)
- A. p. kanoi (Yamashina, 1942) – południowo-wschodni Tybet do wschodnich Chin, Tajwan i skrajnie północne Filipiny

IUCN stosuje ujęcie z 5 podgatunkami, gdyż nadal uznaje jerzyka czarnogrzbietego (Apus cooki) za podgatunek jerzyka białorzytnego.

## Charakterystyka
Długość ciała wynosi 17–18 cm. Rozpiętość skrzydeł 43–54 cm. Ciemnobrązowe upierzenie i czasami ciemniejsza górna część grzbietu. Obie płcie są jednakowo ubarwione. Występuje biały pas w miejscu kupra.

## Występowanie
W sezonie lęgowym występuje od południowo-środkowej do wschodniej Rosji, we wschodnim Kazachstanie, Mongolii, Japonii, obu Koreach, Chinach i na Tajwanie, w Wietnamie, Tajlandii, Mjanmie, Bhutanie, Nepalu, północnych Indiach i północno-wschodnim Pakistanie. Na zimę migruje na południe aż po Indonezję, Malezję, Papuę-Nową Gwineę, Australię i południowe Indie, choć podgatunki południowe są osiadłe lub migrują na niewielkie odległości. Całkowity zasięg występowania (EOO) szacuje się na 27,4 mln km².

## Pożywienie
Żywi się owadami złapanymi w locie – muchówkami, pszczołami, ćmami, osami i termitami.

## Rozród
Gniazda zakłada w szczelinach budynków, w jaskiniach i na ścianach klifów. Okres inkubacji jaj zazwyczaj przypada na okres maja.

## Status
Jerzyk białorzytny występuje na bardzo dużym obszarze, a jego populacja nie wydaje się zbliżać się do kryteriów gatunków zagrożonych, dlatego w Czerwonej księdze gatunków zagrożonych IUCN został zakwalifikowany jako gatunek najmniejszej troski (LC – Least Concern). Liczba osobników światowej populacji nie została oszacowana, ale ptak ten opisywany jest jako pospolity w większości swego zasięgu lęgowego. Nie podjęto żadnych działach ochronnych gatunku. Ze względu na brak dowodów na spadki liczebności bądź istotne zagrożenia dla gatunku BirdLife International ocenia trend populacji jako prawdopodobnie stabilny. 